# Ізі-Памаш
Ізі́-Пама́ш (рос. Изи Памаш, марій. Изи Памаш) — присілок у складі Сернурського району Марій Ел, Росія. Входить до складу Марісолинського сільського поселення.

## Населення
Населення — 138 осіб (2010; 128 у 2002).
Національний склад (станом на 2002 рік):
- марі — 100 %